# Jost van Dockum
Jost van Dockum (30. april 1753 i Kongens Lyngby – 10. december 1834 i København) var en dansk søofficer. Han var søn af Martin van Dockum og far til Carl Edvard van Dockum.

## Uddannelse til søofficer
I året 1765 begyndte van Dockum sin maritime løbebane som kadet, og han syntes i begyndelsen næsten mærkelig forfulgt af skæbnen. Allerede på hans allerførste rejse med fregatten Hvide Ørn blev denne så længe opholdt i søen, at man frygtede, den var forlist, og opsendte bønner for den i kirkerne. året efter var han med fregatten Falster, der i en storm i nærheden af klippen Rokol i Atlanterhavet mistede masterne og kun som vrag nåede ind til Norge. På et senere kadetskibstogt kuldsejlede han med et fartøj i en norsk udhavn og undgik kun med nød og næppe døden. 1773 udnævntes han til sekondløjtnant, men var i de første 6 år næsten ikke til søs; senere, fra 1780-83, gik han med et koffardiskib til Ostindien og havde derefter indtil 1796 forskellige udkommandoer, dog endnu ikke som chef. I mellemtiden var han imidlertid avanceret, 1781 til premierløjtnant, 1784 til kaptajnløjtnant og 1796 til kaptajn. Mismodig over de ringe udsigter til selvstændig virksomhed indgav han da en i et meget djærvt sprog affattet begæring om afsked for at kunne gå i hollandsk tjeneste. Denne blev dog afslået, men samtidig erholdt han kommando over fregatten St. Thomas som vagtskib ved Helsingør. Året efter ægtede han Susanne Cathrine Holm (1. oktober 1775 – 1. marts 1844), datter af købmand C. Holm. Atter i 1798 var han chef for en fregat som vagtskib ved Helsingør, ved hvilken, lejlighed han kom i konflikt med en engelsk konvojchef angående udlevering af et opbragt dansk skib. Ved sin faste og taktfulde optræden klarede han dog sagen, så at kamp blev undgået, hvilket forskaffede ham en meget smigrende skrivelse fra kronprins Frederik. 

## Konflikter med englænderne
1799 udsendtes van Dockum som chef for fregatten Havfruen for at slutte sig til daværende kommandørkaptajn Steen Billes styrke i Middelhavet, hvis opgave gik ud på at sikre de danske handelsskibes uforstyrrede fart. På den tid var som bekendt Europas fleste stater indviklede i krige, hvorfor danske skibe var meget eftersøgte til fragtfart. På den anden side havde disse forskellige vanskeligheder at bestå, dels fra kapere, der langtfra altid respekterede det neutrale flag, og dels fra engelske orlogsskibe, som fordrede ret til at visitere danske skibe, noget, de danske chefer havde bestemte ordrer til at forhindre. At van Dockum var den rette mand under disse forhold, kom gentagne gange for dagen. I december måtte han således i strædet ved Gibraltar lade skyde på de engelske fartøjer, der fra en eskadre forsøgte at visitere hans konvoj; en kort tid så det endog ud til, at en heftig kamp måtte påfølge, men van Dockums rolige og bestemte optræden bragte også her englænderne til at betænke sig, hvorefter sagen endelig bilagdes ad diplomatisk vej, og van Dockums konduite anerkendtes af regeringen. 1800 afløstes den dygtige Bille som øverstbefalende for den danske styrke af kommandørkaptajn Georg Albrecht Koefoed; van Dockum forblev imidlertid der nede og måtte atter dette år bestå en lignende affære som den nys beskrevne med et engelsk skib, hvilken dog også bilagdes uden egentlig kamp. Ud på efteråret frelste han en engelsk fregat fra at forlise ved Mallorca.

## Englandskrigene
Politikkens skyer var imidlertid begyndt at trække sammen over Danmark; i begyndelsen af året 1801 hjemkaldtes styrken fra Middelhavet; allerede forinden Havfruens hjemkomst indtraf slaget på Reden, hvorved Danmark blev tvunget ud af den bevæbnede neutralitets forbund. I de nærmeste år derefter havde Marinen ingen vigtigere opgaver at løse, og van Dockum var derfor kun udkommanderet på mindre øvelsesrejser. Ved den engelske flådes ankomst i Øresund 1807 og det påfølgende bombardement af hovedstaden kommanderede han batteriet Prøvesten, der dog ikke kom til at spille nogen større rolle. I de påfølgende års kampe med kanonbådene mod den engelske overmagt var det mest de yngre officerer, der kom i virksomhed, van Dockum, der i 1802 var avanceret til kommandørkaptajn, kom dog forholdsvis hurtig i aktiv tjeneste på ny; 1809 sendtes nemlig nogle danske skibsbesætninger til Schelden for at gøre tjeneste på den franske flåde; en af disse betroedes van Dockum, der ved sin ankomst overtog kommandoen over linjeskibet Pultusk under viceadmiral Édouard Jacques Burgues de Missiessy.

## Opmærksomhed fra Napoleon
Det var kejser Napoleons plan her at danne en orlogshavn af første rang, og han forfulgte med ihærdighed sit mål, hvorfor også englænderne gjorde forsøg på at bemægtige sig stationen. Både ved disses angreb, der til dels mislykkedes, som manøvrist og som organisator udmærkede van Dockum sig så meget, at han vandt kejserens særlige bevågenhed, samtidig med at han hævdede den danske marines anseelse i fortrinlig grad. I over 3 år forblev han her, udnævntes til fransk admiral og titulær dansk kontreadmiral, til Ridder af Dannebrog og officer af Æreslegionen og blev indbudt til kejserens tafler; gentagne gange foretog han rejser til Paris og var ligeledes her genstand for den mest smigrende opmærksomhed. Efter at Napoleon endelig i 1812 havde lidt det store nederlag i Rusland, hjemkaldtes de danske besætninger, og van Dockum tog afsked med den franske tjeneste, uagtet man fristede ham stærkt til at blive, og til trods for, at udsigten til at spille nogen fremragende rolle i Danmark kun var yderst ringe. Sine sidste år henlevede han i ro; 1813 forfremmedes han til virkelig kontreadmiral og erholdt endelig 1833 viceadmiralsværdigheden; han døde 10. december 1834. 1828 havde han fået Storkorset af Dannebrog.
Åben og jævn i sin færd, overbærende i sine domme, venlig og munter i omgang vandt han agtelse og hengivenhed hos alle, der trådte i berøring med ham. I Marinens annaler vil han stedse blive stående som et mønster på en udmærket søofficer.
Han er begravet på Holmens Kirkegård. Der findes en miniature i familieeje.